# 厳島神社 (横浜市中区)
厳島神社（いつくしまじんじゃ）は、神奈川県横浜市中区羽衣町二丁目にある神社。武蔵国久良岐郡横浜村の鎮守で、現在は宗像三女神（市杵島姫尊、多紀理姫尊、多岐都姫尊）を祭神とする。

## 歴史
1859年の開港に伴って1860年に元町へ移転させられる以前の横浜村の人家は、谷戸坂方面から北西へ伸びる洲干島（しゅうかんじま）などと呼ばれた砂州上に位置しており、洲干島の先端（現在の横浜市新市庁舎付近）に鎮座していた鎮守は洲干弁天社と称した。
創建は治承年間で、源頼朝が伊豆国土肥（現・静岡県伊豆市）から勧進したと伝えられる。
足利氏満は般若心経を奉納、太田道灌は社殿を再建、徳川家光は朱印地を与えている。
浜辺の松林で覆われた境内は対岸の神奈川宿台町からの眺望十五景の一つ（「洲干雪」）にも数えられるほどの景勝地であった。
また境内には瓢箪池があり、清水が湧き出たため「清水弁天」とも、また所在地から「横浜弁天」とも呼ばれた。敷地は南は太田町5丁目、北は南仲通5丁目、東は弁天通5丁目、西は海岸で寄州になっており、1万2千坪という広々とした場所であった。今の神奈川県立歴史博物館（横浜正金銀行本店跡）のあたりに一の鳥居があった。鳥居は四の鳥居まで存在していたとされる。開港後、門前が弁天通として整備された。

秀閑寺という別当寺を有したが廃絶、慶安年間以降は元町1丁目の増徳院が別当になった。元禄年中この元町の増徳院境内に仮殿を造営し、上之宮杉山弁天と唱え、平日はご神体をここに奉安して置き、本社には前立のご神体のみを置いて下之宮清水弁天と呼んだ。

1869年に街区拡張のため、現在地の羽衣町に移転して厳島神社と改称。

## 境内社
- 銭洗弁天社
- 豊受稲荷神社

## 祭事・年中行事
- 節分祭 2月3日
- 例大祭 8月1日
- 月次祭 毎月1･15日

## 所在地・交通
神奈川県横浜市中区羽衣町2-7-1
- JR東日本根岸線・地下鉄ブルーライン関内駅から徒歩5分。
- 横浜市営バス・神奈川中央交通・横浜京急バス羽衣町バス停すぐ

## 備考
- 元々の所在地は移転後直ちに整備されて跡形もないが、みなとみらい線馬車道駅付近の弁天通6丁目付近にあった。
- 洲干弁天社から分祀された元町厳島神社がある。同社は上記のように元禄年間に現在の元町1丁目にあった別当増徳院に仮殿を造立し「上之宮杉山弁天社」と称した。しかし、1869年に神仏分離令に基づき別途元町1丁目に社殿を建築して分離、（元町）厳島神社と改称した。

## 関連文献
- 斎藤長秋 編「巻之二 天璇之部 横浜弁財天社」『江戸名所図会』 一、有朋堂書店、1927年、560-561頁。NDLJP:1174130/286。